# Gernot Grumbach

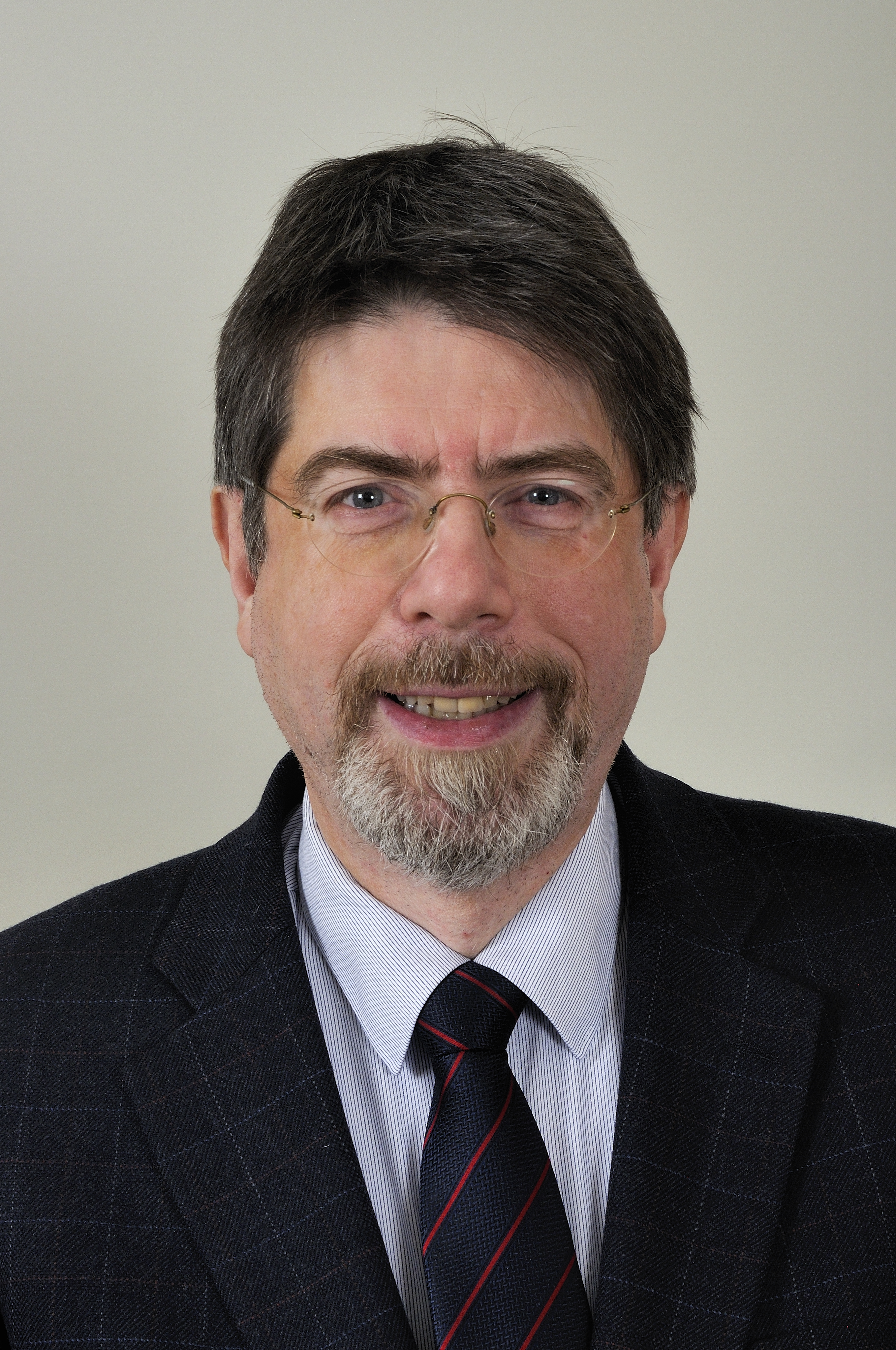
Gernot Grumbach (2013).

Gernot Grumbach (* 16. September 1952 in Sprendlingen) ist ein deutscher Politiker (SPD). Er war von 2001 bis 2019 Vorsitzender der SPD Hessen-Süd sowie stellvertretender Vorsitzender der SPD Hessen und von 2003 bis 2024 Mitglied des Hessischen Landtags.

## Leben
Grumbach trat 1971, im Jahr seines Abiturs, der Sozialdemokratischen Partei Deutschlands bei. Dem Studium der Germanistik und der Politik von 1971 bis 1979 schloss sich von 1981 bis 1983 das Referendariat und von 1983 bis 1991 eine Tätigkeit bei der Firma Grumbach Apotheken-Abrechnungen an.  Von 1991 bis 1995 war Grumbach Parlamentsreferent im Hessischen Ministerium für Landesentwicklung, Wohnen, Landwirtschaft, Forsten und Naturschutz, von 1995 bis 1999 Parlaments- und Bundesratsreferent im Hessischen Ministerium für Wissenschaft und Kunst. Von 1999 bis 2003 war Grumbach Referatsleiter in der Hessischen Landeszentrale für politische Bildung. Bei der Landtagswahl 2003 zog er erstmals in den Hessischen Landtag ein. Bei der Landtagswahl 2008 gewann er das Direktmandat im Wahlkreis Frankfurt am Main II, verlor es jedoch bei der vorgezogenen Landtagswahl 2009 wieder und zog über die Landesliste in den Landtag ein. Bei der Landtagswahl 2013 und der Landtagswahl 2018 zog er erneut über die Landesliste in den Landtag ein. Zur Landtagswahl 2023 trat er nicht erneut an und schied somit im Januar 2024 aus dem Landtag aus.
Grumbach war von 1981 bis 1984 Vorsitzender der Jusos Hessen-Süd und von 1983 bis 1987 Vorsitzender der Jusos Hessen. Von 1985 bis 2019 war er Mitglied im Vorstand der SPD Hessen-Süd, ab 1992 als stellvertretender Vorsitzender und ab 2001 als Vorsitzender. Von 2001 bis 2019 war er stellvertretender Vorsitzender der SPD Hessen, von 2003 bis 2011 Mitglied des SPD-Parteivorstands und von 2007 bis 2013 Vorsitzender der SPD Frankfurt am Main.